# Зеда Гора
Зеда Гора (груз. ზედა გორა) — село в Грузії.
За даними перепису населення 2014 року в селі проживає 399 осіб.